# Gruppo del Silvretta
Il Gruppo del Silvretta (detto anche Silvretta) è un gruppo montuoso delle Alpi Retiche occidentali. Si trova in Svizzera (Canton Grigioni) ed Austria (Vorarlberg e Tirolo). Prende il nome dal Monte Silvretta.

## Classificazione

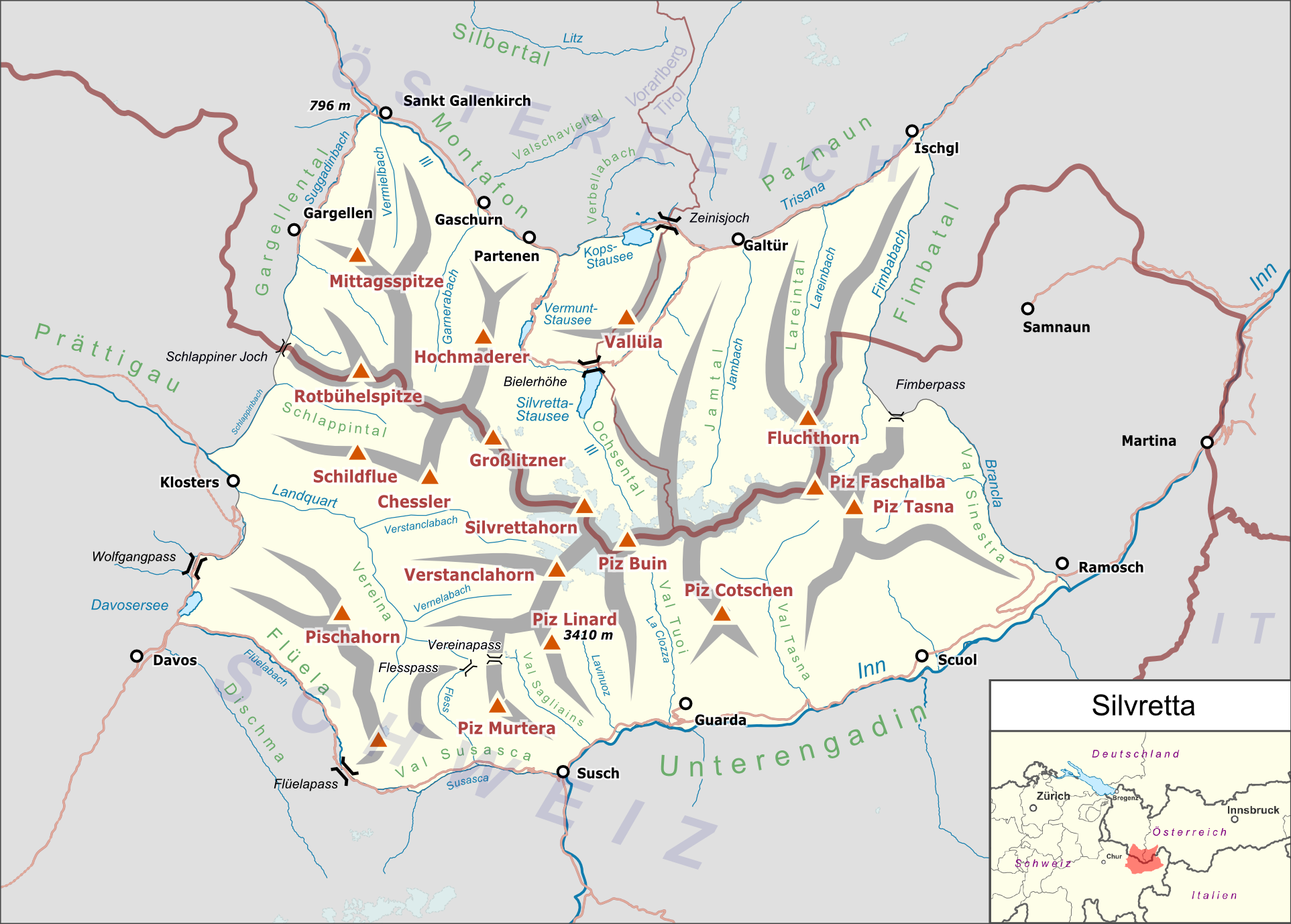
Cartina dettagliata del gruppo montuoso.

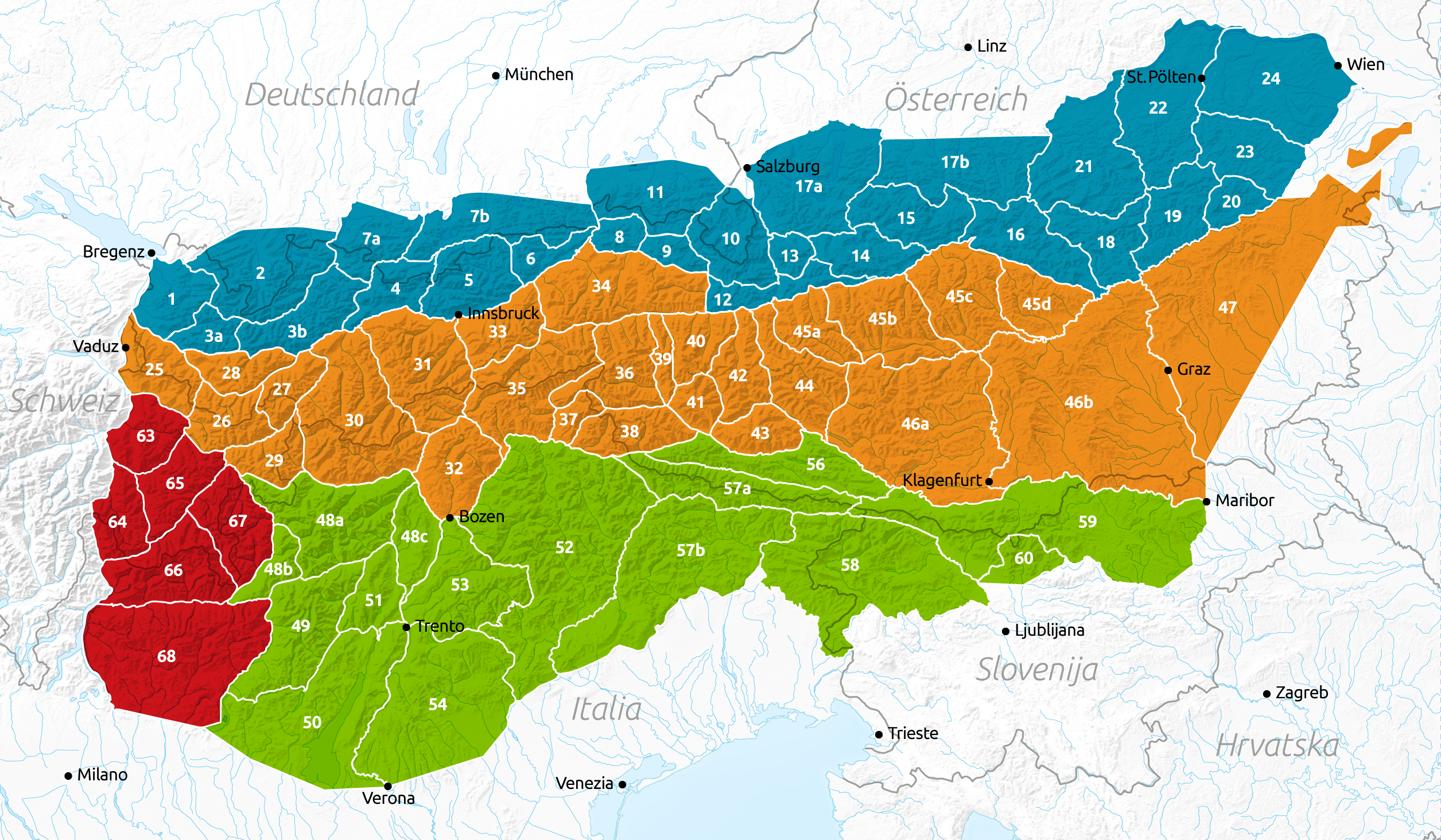
Il Gruppo del Silvretta secondo l'AVE è individuato dal numero 26.

Secondo la SOIUSA il Gruppo del Silvretta è un supergruppo alpino con la seguente classificazione:
- Grande parte = Alpi Orientali
- Grande settore = Alpi Centro-orientali
- Sezione = Alpi Retiche occidentali
- Sottosezione = Alpi del Silvretta, del Samnaun e del Verwall
- Supergruppo = Gruppo del Silvretta
- Codice = II/A-15.VI-A

Secondo l'AVE costituisce il gruppo n. 26 di 75 nelle Alpi Orientali.

## Suddivisione

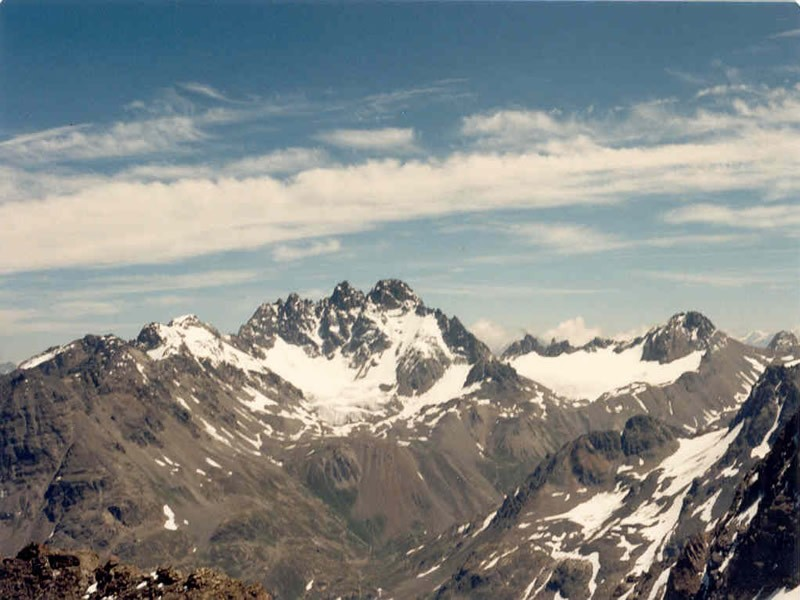
Fluchthorn

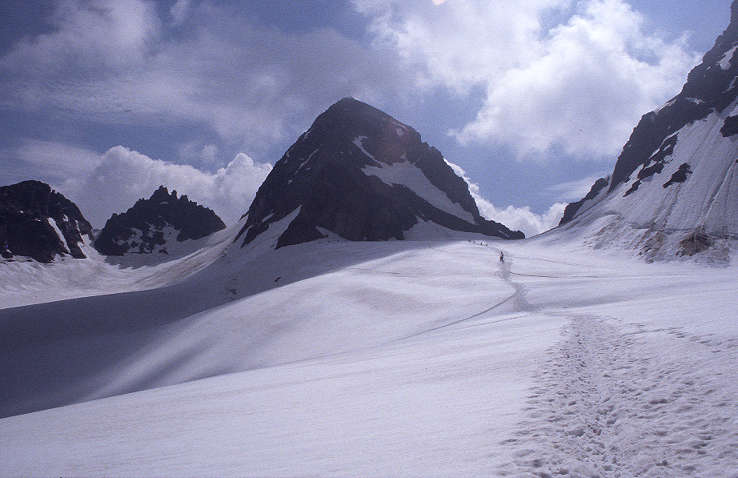
Piz Buin

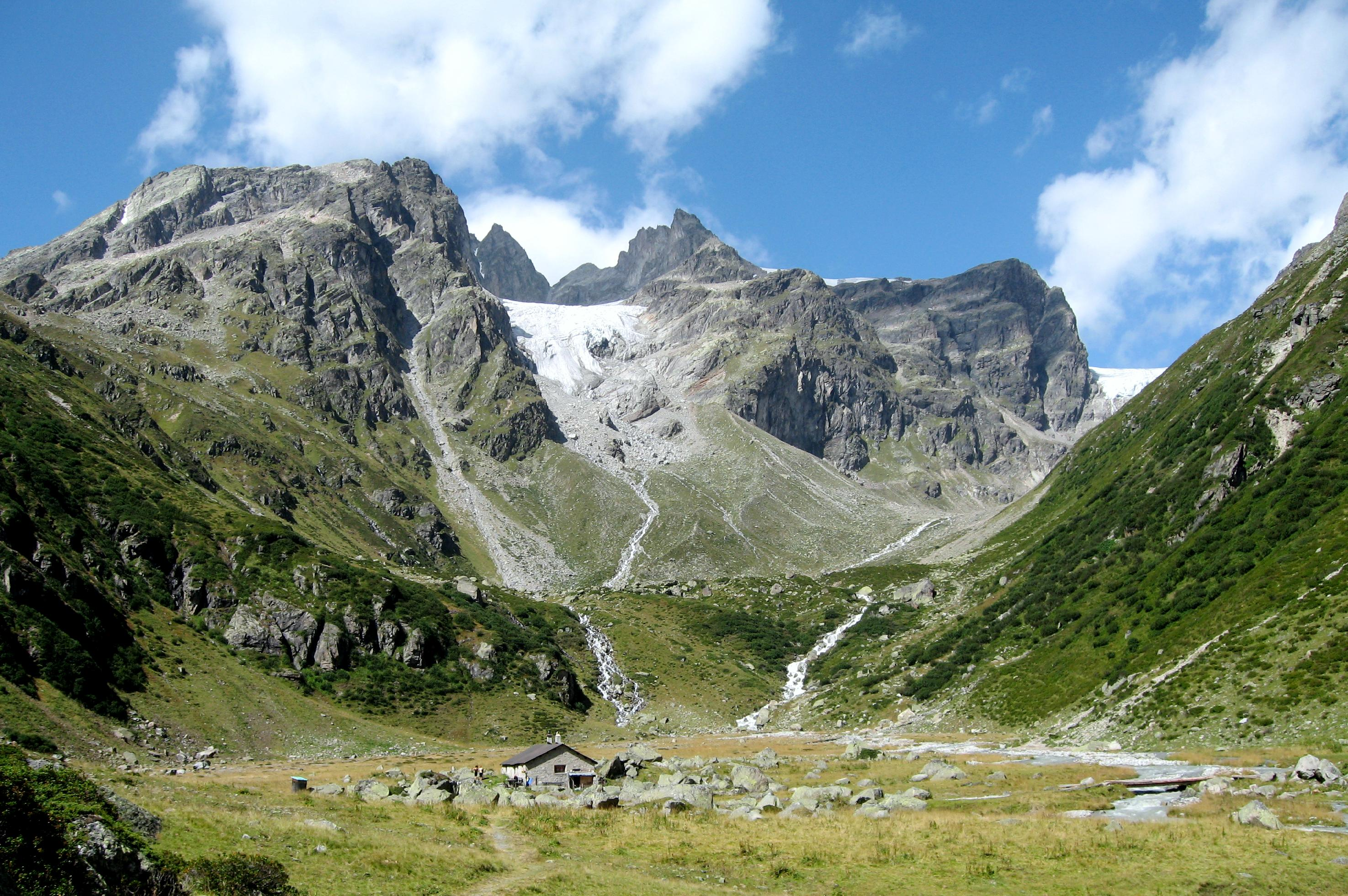
Verstanklahorn

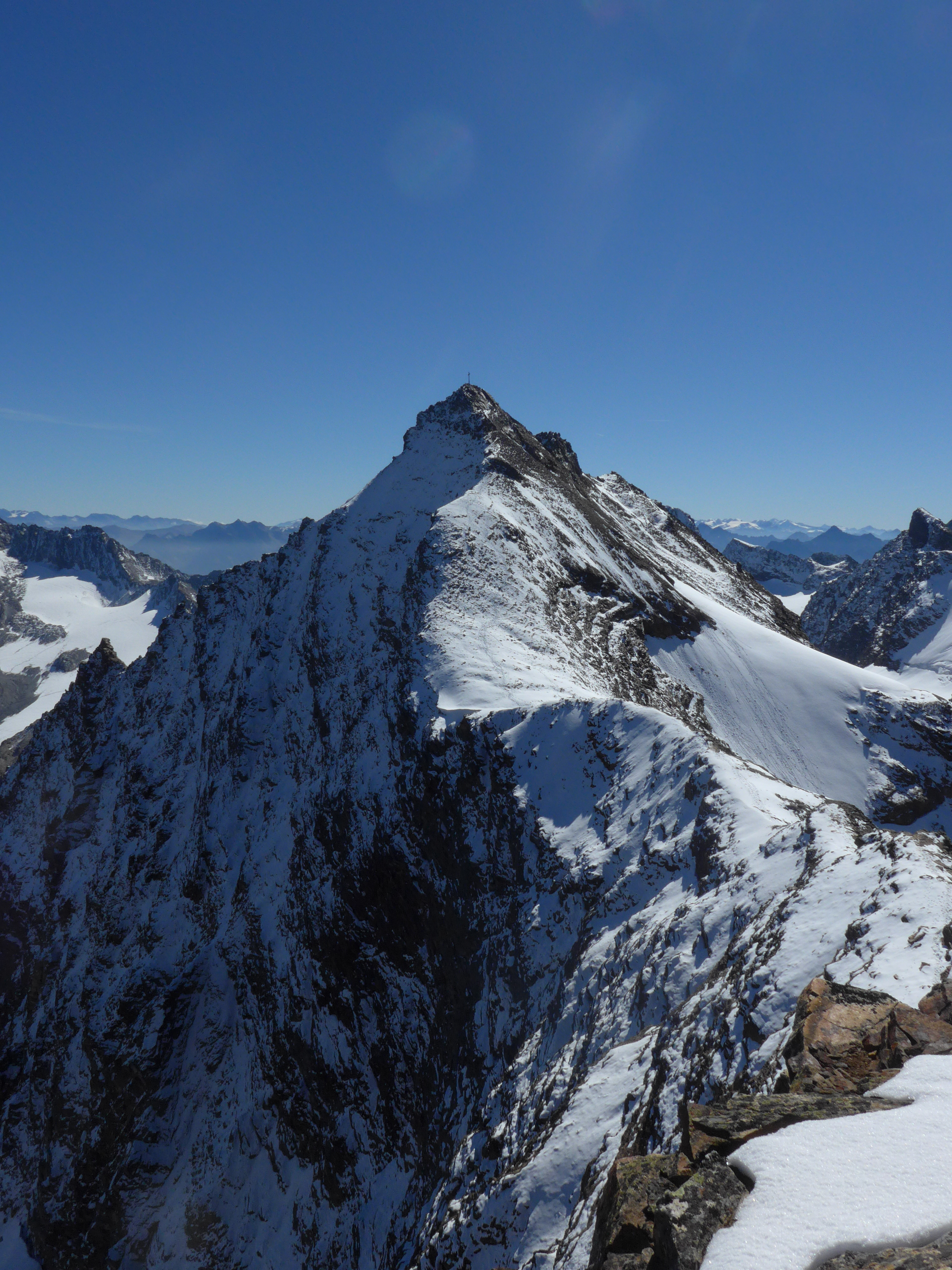
Monte Silvretta

Secondo la SOIUSA il Gruppo del Silvretta è suddiviso in quattro gruppi e venti sottogruppi:
- Catena Piz Linard-Verstankla (1)
  - Gruppo del Fuela (1.a)
  - Gruppo del Fless (1.b)
  - Costiera del Vernela (1.c)
    - Gruppo del Vernela (1.c/a)
    - Gruppo del Piz Linard  (1.c/b)

  - Gruppo Vereina-Verstankla (1.d)
- Catena Silvrettahorn-Piz Buin-Augstenberg (2)
  - Gruppo del Silvrettahorn (2.a)
  - Gruppo Buin-Fliana (2.b)
    - Gruppo del Buin (2.b/a)
    - Gruppo del Fliana  (2.b/b)

  - Gruppo Dreiländerspiz-Piz Cotscen (2.c)
    - Gruppo del Dreiländerspiz (2.c/a)
    - Gruppo del Piz Cotscen (2.c/b)

  - Gruppo dell'Augstenberg (2.d)
  - Costiera del Vermunt (2.e)
  - Gruppo del Vallüla (2.f)
- Catena Litzaner-Plattenspitze (3)
  - Gruppo Seehorn-Litzaner (3.a)
  - Costiera del Valgragges (3.b)
  - Gruppo dell'Hochmadere (3.c)
  - Gruppo Rotbühlspitz-Platten (3.d)
    - Gruppo del Garnera (3.d/a)
    - Gruppo del Rotbühlspitz (3.d/b)

  - Gruppo del Fergen (3.e)
  - Gruppo Heimspitz-Valisera (3.f)
- Catena Fluchthorn-Paraid Naira (4)
  - Gruppo del Fluchthorn (4.a)
  - Costiera del Jamtal (4.b)
  - Costiera del Larain (4.c)
  - Gruppo dello Tasna (4.d)

## Vette
Le montagne principali del gruppo sono:
- Piz Linard - 3.411 m
- Fluchthorn-Piz Fenga - 3399 m
- Piz Buin - 3.312 m
- Verstanklahorn - 3.297 m
- Piz Fliana - 3.281 m
- Monte Silvretta - 3.244 m
- Chapütschin - 3.232 m
- Augstenberg - 3.228 m
- Schneeglocke - 3.223 m
- Plattenhorn - 3.221 m
- Dreiländerspitze - 3.197 m
- Piz Tasna - 3.183 m
- Piz Mondin - 3.147 m
- Grosses Seehorn - 3.121 m
- Grosslitzner - 3.109 m
- Flüela-Weisshorn - 3.085 m
- Piz Minschun - 3.072 m
- Piz Faschalba - 3.051 m
- Piz Davo Lais - 3.027 m
- Pischahorn - 2.979 m
- Hohes Rad - 2.934 m
- Plattenspitze - 2.880 m
- Sattelkopf - 2.863 m
- Vermuntkopf - 2.851 m
- Kromerspitze - 2.830 m
- Hochmaderer - 2.823 m
- Valgraggeskopf - 2.820 m
- Vallüla - 2.813 m